# استارکرفت: جنگ تولیدمثل
استارکرفت: جنگ تولیدمثل یا جنگ برای پرورش بچه (به انگلیسی: StarCraft: Brood War) یک بسته الحاقی برای بازی استارکرافت است. این بازی در دسامبر 1998 برای مایکروسافت ویندوز و سپس در ژوئن 1999 برای سیستم عامل Mac OS منتشر شد و توسط Saffire و بلیزارد انترتینمنت توسعه یافت. این بسته الحاقی، کمپین‌های جدید، کاشی‌های نقشه، موسیقی، واحدهای اضافی برای هر مسابقه و پیشرفت‌های جدید را معرفی می‌کند و داستان را از جایی که StarCraft اصلی به پایان رسید ادامه می‌دهند، قبل از دنباله بعدی یعنی استارکرافت ۲: بال‌های آزادی، که از پایان جنگ Brood ادامه دارد. این گسترش برای اولین بار در 18 دسامبر 1998 در ایالات متحده منتشر شد.
Brood War با استقبال خوب منتقدان روبرو شد ، منتقدان آن را به خاطر توسعه یافتن در کنار اهمیت دادن به یک بازی کامل و نه به عنوان یک بازی اضافی بدون الهام تحسین کردند. تا تاریخ ۳۱ مه ۲۰۰۷، StarCraft و Brood War تقریباً ده میلیون نسخه به فروش رسیده‌اند. این بازی به ویژه در کره جنوبی، جایی که بازیکنان و تیم‌های حرفه ای در مسابقات این بازی شرکت می‌کنند و آن را حمایت مالی کرده و در مسابقات تلویزیونی نشان داده می‌شود، محبوبیت بیشتری دارد.
از تاریخ ۱۹ آوریل ۲۰۱۷، امکان بارگیری استارکرفت و گسترش آن Brood War از وب سایت بلیزارد رایگان است. نسخه بازسازی شده استارکرفت و گسترش دهنده آن در ۱۴ اوت ۲۰۱۷ منتشر شد.

چندین واحد جدید در Brood War اضافه شد.

میان پرده سینمایی در مراحل اصلی در طول مبارزات تک نفره مورد نشان داده می‌شود.

## بازتاب‌ها
| ناشر                    | امتیاز |
| ----------------------- | ------ |
| کامپیوتر گیمینگ ورلد    | 5/5    |
| گیم رولیشن              | B−     |
| گیم‌اسپات                | 9.1/10 |
| آی‌جی‌ان                  | 8/10   |
| پی‌سی زون                | 8.9/10 |
| The Cincinnati Enquirer | 3.4/4  |
| Macworld                | [ ۱۴ ] |

| ناشر                  | جایزه               |
| --------------------- | ------------------- |
| Computer Gaming World | Add-on of the Year  |
| GameSpot              | Best Expansion Pack |